# Eduardo Rózsa-Flores
Pour les articles homonymes, voir Rózsa.
Dans le nom hongrois Rózsa-Flores Eduardo, le nom de famille précède le prénom, mais cet article utilise l’ordre habituel en français Eduardo Rózsa-Flores, où le prénom précède le nom.
Eduardo Rózsa-Flores (31 mars 1960, Santa Cruz de la Sierra, Bolivie - 16 avril 2009 ) de double nationalité bolivienne et hongroise, est un militaire, acteur, journaliste, agent secret et mercenaire.
En Hongrie, il est connu sous le nom de Rózsa-Flores Eduardo ou Rózsa György Eduardo. Son nom de guerre hérité de la guerre de Croatie est Chico.
Né en Bolivie, il fait une partie de ses études en Hongrie et sert au sein de l'armée croate. Soupçonné d'avoir voulu assassiner le président Evo Morales, il est abattu le 16 avril 2009 par la police bolivienne à Santa Cruz de la Sierra.

## Biographie

### Jeunesse
Eduardo Rózsa-Flores est né à Santa Cruz de la Sierra en Bolivie. Son père, György (Jorge) Obermayer Rózsa, un peintre hongrois d'origine juive quitte la Hongrie en 1948 et s'installe à Paris. En 1952, il part pour la Bolivie dans le cadre d'une mission ethnographique française. Il s'y installe et se marie avec Nelly Flores Arias, une immigrante espagnole professeur de second degré.
Communiste convaincu, le père d´Eduardo Rózsa-Flores s'installe avec toute sa famille au Chili après l'ascension au pouvoir du militaire Hugo Banzer en 1972. Mais il doit de nouveau prendre la fuite en 1973 à la suite du coup d'État de Pinochet en 1973. Après un court séjour en Suède, il revient en Hongrie.
Eduardo Rózsa-Flores poursuit ses études à Budapest. Après son service militaire, il suit pendant une courte période une formation d'agent secret au sein de l'académie Felix Dzerzhinsky du KGB en Union soviétique. Il rejoint par la suite les services secrets hongrois. Il s'inscrit ensuite à l'université de Budapest et obtient un diplôme en 1991. Il est le dernier secrétaire de l'organisation de la jeunesse communiste de l'université en 1990. Il a été soupçonné d'avoir coopéré avec les services secrets hongrois alors qu'il était étudiant. Son premier travail de journalisme s'effectue au sein de l'agence de presse cubaine Prensa Latina. À la fin des années 1990, il devient membre de l'Opus Dei. Il se convertit par la suite à l'islam.

### Guerre de Croatie
Au début du conflit yougoslave, Rózsa-Flores — alors connu sous le nom de Jorge Eduardo Rózsa — travaille en tant que correspondant pour le quotidien barcelonais La Vanguardia, ainsi que pour la section hispanophone de la BBC World Service. Il se rend en Yougoslavie en juin 1991. Alors qu'il rend compte des affrontements, son véhicule est mitraillé. À la suite de cela, il s'engage dans les rangs de la garde nationale croate à Osijek, devenant son premier volontaire étranger. Il devient ensuite commandant des forces spéciales.
Le président croate Franjo Tuđman lui octroie personnellement la nationalité croate en récompense de ses états de service. Il est blessé par trois fois au combat et est élevé au grade de colonel en 1993. Son unité a été accusée d'avoir perpétré des massacres en Slavonie. Des sources journalistiques, notamment le quotidien espagnol El País, l'ont accusé d'être lié à l'assassinat de deux journalistes étrangers en Croatie, le Suisse Christian Wurtemberg et le britannique Paul Jenks, Il a aussi été accusé d'être impliqué dans la mort de l'un de ses hommes, Anthony Mann Grant.
Il est officiellement démobilisé le 31 juillet 1994.

### Mort en Bolivie
Le 16 avril 2009, la police bolivienne tue Rózsa-Flores lors d'une attaque lancée au sein de l’hôtel Las Americas à Santa Cruz. Deux personnes, le Hongrois Árpád Magyarosi, et l'Irlandais Michael Dwyer, trouvent la mort lors de l'opération ; deux autres, le Croate Mario Tadic et le Hongrois Előd Tóásó, sont arrêtées. Les autorités boliviennes ont déclaré que Rózsa-Flores était le chef d'un groupe terroriste dont l'objectif était d'éliminer le président du pays, Evo Morales,.
En raison des circonstances entourant l'évènement et du flou existant autour des objectifs de Rózsa-Flores et de son groupe, le gouvernement irlandais a demandé une enquête internationale. Evo Morales a publiquement déclaré qu'il serait heureux d'apporter son soutien à cette démarche.
Un ex-major de l’armée argentine, Jorge Mones Ruiz, a apporté son aide pour la préparation de l’assassinat. « Cela n’est pas anodin, souligne l’historienne Adriana Villegas, car M. Mones est un haut responsable de l’organisation UnoAmérica, impliquée dans d’autres plans de déstabilisation en Amérique latine. »

### Dernier entretien
Le 21 avril 2009, la télévision hongroise diffuse un entretien enregistrée en septembre 2008 par le journaliste András Kepes avant son dernier voyage pour la Bolivie. Rózsa-Flores a demandé que ce document ne soit rendu public qu'à son retour ou dans l'éventualité où quelque chose lui arriverait sur place.
Dans la vidéo, Rózsa-Flores déclare qu'un bolivien lui aurait demandé de retourner en Bolivie afin d'aider à la formation d'une milice, en s'appuyant sur ses expériences passées en Croatie. Il insiste sur le fait que la milice aurait uniquement un rôle d'autodéfense en cas d'agression, soit du gouvernement central, soit des forces indigénistes, et n'aurait pas pour objectif d'attaquer qui que ce soit[réf. nécessaire].

## Films
- Bolse Vita (1996), rôle
- Vizualizáció (1997), rôle principal
- Kisváros (1997),
- Chico (2001), rôle principal